# Brief aan de Alexandrijnen
Er is niets met zekerheid bekend over een vermeende pseudepigrafischel Brief aan de Alexandrijnen — naar verluidt geschreven door de apostel Paulus — die wordt genoemd in de Canon Muratori, een van de eerste lijsten van canonieke teksten van het Nieuwe Testament. De anonieme auteur van de Canon Muratori overwoog enkele dubieuze brieven die beweerden door Paulus te zijn geschreven en concludeerde dat de Brief aan de Laodicenzen en deze aan de Alexandrijnen "vervalst zijn in naam van Paulus om de ketterij van Marcion [te verspreiden].":24:35
De Duitse theoloog Theodor Zahn (1838–1933) geloofde dat hij een fragment van de Brief aan de Alexandrijnen had gevonden in de vorm van een les – een liturgisch epistel – in het (8e-eeuwse) Sacramentarium en Lectionarium van Bobbio (Parijs Bib cat., Lat. 13246). Hij wordt gekopt door 'Brief van Paulus de Apostel aan de Kolossenzen', maar het is niet afkomstig van die brief of welke andere bekende Paulijnse brief dan ook. Andere onderzoekers menen dat het gewoon een alternatieve titel is voor de Brief aan de Hebreeën, maar ze zijn er niet in geslaagd om hun collega's te overtuigen. M. R. James (1862–1936) betoogde dat het woord 'fincte' wellicht een kopieerfout is, zoals zovelen in de Canon Muratori, en dat het enkelvoud zou moeten zijn in plaats van meervoud, derhalve zou alleen de brief aan de Alexandrijnen moeten worden geassocieerd met de marcionieten, niet die aan de Laodicenzen. Joseph Lightfoot (1828–1889) suggereerde dat er een hiaat was na 'Pauli nomine' en dat 'fincte' niet slaat op de brieven aan de Laodicenzen noch de Alexandrijnen, maar naar de door Marcion gemanipuleerde brieven, dus de auteur zou geen van beide zien als vervalsingen.